# いっちゃんカターレ!
『いっちゃんカターレ!』は、2009年4月2日から同年12月17日まで北日本放送（KNBテレビ）で毎週木曜日 21:54 - 22:00に放送されていたスポーツ情報番組である。

## 概要
富山県のプロサッカークラブであるカターレ富山がJリーグに加盟した2009年に放送された。カターレ富山出場試合の結果や関連情報、イベントの情報などを伝えていた。

## 出演者
- カターレ富山の選手など

## ナレーター
- 上野透（北日本放送アナウンサー）
- ほか